# Charles Hueber
Pour les articles homonymes, voir Hueber.
Charles Louis Hueber, né le 21 août 1883 à Gebweiler (Guebwiller), Alsace-Lorraine, et mort le 18 août 1943 à Strasbourg, Alsace annexée, est un homme politique et syndicaliste allemand et français, député, maire et conseiller général de Strasbourg.

## Biographie

### De la naissance au front

#### Naissance et formation
Charles Louis Hueber est né en 1883 à Gebweiler (aujourd'hui Guebwiller dans le département du Haut-Rhin) dans l'Alsace-Lorraine, au sein d’une Alsace allemande depuis le traité de Francfort de 1871. Hueber est issu d'une famille prolétaire, son père est journalier puis peintre et sa mère fileuse ; la fratrie est composée de 6 enfants. Il fréquente les bancs de la Volksschule (école primaire) de sa ville natale puis suit un apprentissage pour le métier de Maschinenschlosser (mécanicien-ajusteur). Il réalise sa Wanderschaft (corresponds au Tour de compagnonnage en France) chez le Schlossermeister (maître serrurier) Joseph Franck à la Robertsau (Strasbourg), chez Heinrich Lanz à Mannheim et à l'Elektrizitätswerk (centrale électrique) de Guebwiller.

#### Premiers contacts avec le mouvement social-démocrate et service militaire
Charles Hueber aurait adhéré au SPD (Sozialdemokratische Partei Deutschlands - Parti social-démocrate d’Allemagne) à l'âge de 15 ans en 1897. C’est dans sa ville natale qu’il aurait fondé en 1900 la première section alsacienne de la Fédération allemande des travailleurs de la métallurgie. Hueber n’est alors âgé que de 17 ans et est déjà actif sur les plans politiques et syndicaux dans les régions de Guebwiller et de Mulhouse jusqu'à sa conscription. En octobre 1903, il effectue son service militaire au 20e régiment de dragons (de) à Durlach, qu'il terminera en septembre 1906 avec le grade de Gefreiter (caporal). La même année, il se marie avec Louise Marie Meyer (ouvrière, décédée en 1975) et un enfant nommé Marie Louise (décédée en 1986) naîtra de cette union l'année suivante.

#### Pérégrinations dans le Bade, prises de responsabilités et enrôlement dans l'armée
Après son service militaire, il passe brièvement par Belfort où vit une partie de sa famille et où naît sa fille. À partir de 1907, il devient permanent du syndicat des métallurgistes à Söllingen (grand-duché de Bade) jusqu’en 1910. Il travaille également dans d'autres endroits de la région proche, à Karlsruhe, Durlach et Pforzheim. Durant la même année, sur la proposition du futur maire de Strasbourg Jacques Peirotes lui-même, Hueber est nommé secrétaire permanent du SPD en Alsace-Lorraine avec le soutien de Peirotes et de Bernhard Böhle, malgré sa faible connaissance de la langue française. Cette décision est approuvée par Friedrich Ebert, alors secrétaire à l'organisation du parti. Il est candidat du SPD en 1912 au Reichstag dans le Wahlkreis Reichsland Elsaß-Lothringen (de)12 Saargemünd-Forbach (12e circonscription Sarreguemines-Forbach) et recueille 6 311 voix sur 28 237 soit 22,35 % des voix. Il est le seul, selon François Roth, à apporter un peu d'animation à la campagne électorale socialiste. Hueber est par ailleurs assez présent dans la région de Sarreguemines de 1912 jusqu'à la Première Guerre mondiale afin de soutenir les efforts de propagande des sociaux-démocrates locaux. En 1914, il est en outre présent dans la région comme orateur pacifiste farouche dans les meetings contre la guerre. Hueber doit participer au Congrès de Vienne de la IIe Internationale, mais la guerre éclate en août.
Lors de la Première Guerre mondiale, il est mobilisé dans l’armée allemande et est stationné dans les environs de Verdun au début du conflit. Il est promu Unteroffizier (caporal) en janvier 1915. Il rentre à Strasbourg en septembre 1915 où il restera jusqu'à l'armistice. Hueber est à nouveau promu en janvier 1917 au grade de Sergeant. Il est affecté tout au long du conflit dans des unités de réserve du 10e régiment d'artillerie à pied stationné à Strasbourg, hormis lors de son séjour à Verdun où il fait partie de la Parkkolonne (unités du train) de la 4e brigade d'artillerie à pied (4. Fußartillerie Brigade), mais n'a jamais fait partie d'unités reconnues comme combattante. En revanche, il est décoré de la Croix du Mérite d'aide à la guerre en septembre 1918.
À la sortie de la guerre, il fait l'objet de nombreuses accusations à cause d'un prétendu enrichissement soudain durant le conflit, dû notamment à la pratique du marché noir de denrées alimentaires. Une commission d'enquête de la SFIO (Section française de l’Internationale ouvrière) étudie son cas, mais faute de preuves tangibles, aucune poursuite n'est intentée contre Charles Hueber.

### Du «Soviet de Strasbourg» à la rupture avec lePC

#### L'épisode de la République des conseils à Strasbourg
À la sortie de la guerre, Charles Hueber prend pleinement part à la Révolution de novembre 1918 à Strasbourg et demeure un des dirigeants du Soldatenrat (Conseil de soldats) jusqu’à la fin de la République des conseils et l’arrivée des troupes françaises le 22 novembre 1918. Hueber navigue alors entre le courant « neutraliste » - c'est-à-dire que pour eux l'Alsace-Lorraine doit devenir un État indépendant et souverain en vertu du droit des peuples à disposer d'eux-mêmes - et le courant plus révolutionnaire et internationaliste symbolisé par l'expression « Nicht deutsch, nicht französich, nicht neutral » (Ni allemand, ni français, ni neutre). Il prononce les 14 et 17 novembre au Palais des fêtes de Strasbourg ces phrases restées célèbres :

« Il faut que toutes les cocardes tricolores disparaissent [...] la couleur qui convient à la liberté est le rouge. »

« Vom Jura bis zum Moselstrand solle ein freies Volk, ein freies Land sein! [Du Jura aux rives de la Moselle, il doit y avoir un peuple libre, un pays libre.] »

Après l'arrivée progressive des troupes françaises en Alsace-Lorraine à la fin novembre 1918, la position de Hueber concernant la question de l'Alsace-Lorraine va changer, puisque ses projets pour une Alsace-Lorraine indépendante sont réduits à néant par la présence des soldats français. Il s'agit maintenant de dénoncer l'impérialisme de la bourgeoisie française responsable de l'occupation de l'Alsace-Lorraine par l'État français, qui ne peut être mieux combattu que par la séparation de l'Alsace-Lorraine de la France.

#### Liens avec le «trio badois» neutraliste et leurs organisations[8]
Charles Hueber aurait été en relation avec ce qu'on appelle le « trio badois » composé de Alfred « comte de » Rapp (1875-?), René César Jean Eugène Alexandre Ley (dit baron de Lore) (1889-1943) et de Kaspar-Heinrich Muth (1886-?), basés à Munich puis Baden-Baden après l'armistice, fervents partisans du neutralisme. Ils créent l'Executivkomitee der Republik Elsass-Lothringen (Comité exécutif de la République d'Alsace-Lorraine) puis fondent le Elsass-Lothringischen Autonomisten- und Nationalisten Partei (Parti nationaliste et autonomiste alsacien-lorrain) en avril 1919 en réaction à la création du Commissariat général d'Alsace-Lorraine et appellent au soulèvement de la population alsacienne-lorraine contre la France. Ces organisations sont soutenues, du moins au début, par la République de Weimar. Selon les divers rapports de police à ce sujet, Hueber aurait touché de l'argent, il est fait mention de mille francs par mois, de la part du trio badois pour les années 1918-1919. De plus, il est également mentionné que Hueber est un des hommes de confiance du trio dans les syndicats ouvriers. En revanche, il est toujours bien précisé que Hueber souhaite rester discret sur le sujet et ne veut pas se rendre à Baden-Baden pour éveiller les soupçons. Hueber n'est pas un cas isolé, puisque plusieurs socialistes alsaciens-lorrains entretiennent des liens forts avec le trio badois, c'est le cas par exemple de Louis Koessler, rédacteur au journal socialiste Die Freie Presse. En mai 1920, le trio badois est condamné par contumace par la justice française à la déportation à vie et ne jouera plus un rôle important en Alsace-Lorraine après cela, n'étant également plus soutenu par la République de Weimar.

#### Prise de parti progressive pour l'Internationale communiste et adhésion à celle-ci
Après la réannexion de l’Alsace-Lorraine par la France, Hueber reprend ses activités syndicales et devient secrétaire du Syndicat des ouvriers de la métallurgie de Basse-Alsace après l’adhésion des syndicats alsaciens-lorrains à la CGT (Confédération générale du travail). Il s’illustre notamment en dirigeant les grèves de 1919 et plus particulièrement celle de l’entreprise De Dietrich. C’est durant cette même année qu’il est élu conseiller municipal de la ville de Strasbourg pour la première fois. En revanche, il aura moins de réussite pour les deux autres scrutins où il est candidat. En effet, il n'est ni élu député du Bas-Rhin à la Chambre ni conseiller général du canton de La Petite-Pierre. Mais en janvier 1920 Charles Hueber quitte ses responsabilités syndicales - qu’il retrouve très vite puisqu’il est réélu au comité de l’Union des ouvriers métallurgistes d’Alsace et de Lorraine en octobre de la même année - pour occuper le poste de secrétaire de la fédération du Bas-Rhin de la SFIO et de président de la section de Strasbourg. Il tient un rôle prépondérant dans la grande grève régionale pour les « droits acquis » en avril 1920 et mène notamment la grève des mineurs de charbon à Merlebach au printemps 1920. Alors qu’au XVIIe congrès de la SFIO à Strasbourg (25-29 février 1920), Hueber se réclame de la tendance « centriste » de Jean Longuet, petit-fils de Karl Marx, il prend très vite parti pour la IIIe Internationale et joue un rôle déterminant dans l’adhésion de la grande majorité des adhérents de la SFIO de la fédération du Bas-Rhin à l’Internationale communiste lors du Congrès de Tours (25-30 décembre 1920). Dans la continuité, il est élu secrétaire fédéral de la SFIC (Section française de l’internationale communiste) en janvier 1921. L’ancien ouvrier et permanent syndical devient gérant d’une imprimerie la même année, l’imprimerie Solidarité - dont il conserve la direction jusqu’en 1939 - qu’il fonde pour éditer le journal Die Neue Welt - qui deviendra L'Humanité (d'Alsace-Lorraine) -, organe de presse de la fédération communiste, dont le premier numéro paraît en octobre 1921, puisque les communistes perdent le contrôle du journal Die Freie Presse qui reste aux mains des socialistes.

#### Mobilisation contre l'occupation de la Ruhr par les troupes franco-belges
Grâce à ses liens tissés avec le KPD (Kommunistische Partei Deutschlands - Parti communiste d'Allemagne), Charles Hueber fait également partie de la délégation française à la conférence d’Essen (6-7 janvier 1923) qui rassemble les différents partis communistes européens dans le but d’organiser la résistance ouvrière à l’occupation de la Ruhr par l’armée française. En rentrant en France, Hueber est arrêté et incarcéré à la prison de la Santé à Paris en janvier 1923, en compagnie notamment de Marcel Cachin, directeur du journal L’Humanité. D’abord accusé d’intelligence avec des agents d’une puissance étrangère, Hueber est finalement acquitté et libéré en mai 1923.

#### Montée en puissance des idées autonomistes et summum de la carrière d'Hueber lors de son élection à la mairie de Strasbourg
Charles Hueber est élu député en mai 1924, à la tête de la liste du Bloc ouvrier et paysan, et devient membre de la commission d’Alsace et de Lorraine à la Chambre. C’est à cette occasion qu’il crée de nombreux incidents en intervenant en alsacien ou en allemand dans l’hémicycle, tout en dénonçant la situation coloniale de l’Alsace. Il prend ses distances avec les autres élus du Cartel des gauches en s'opposant à l'introduction des lois laïques en Alsace-Lorraine, en arguant que l'école confessionnelle est préférable à l'école laïque qui met en avant les généraux et la guerre. Dans cette optique, il organise en septembre 1925 un congrès ouvrier et paysan qui se prononce pour un plébiscite d’autodétermination du peuple alsacien-lorrain et l’évacuation préalable des forces françaises de la région, qu’elles soient civiles ou militaires, avec la présence notable de plusieurs membres éminents du PC (Parti communiste [français]) comme Clotaire Delourme, Albert Treint et Maurice Thorez. Hueber fait également voter une motion similaire en novembre de la même année à la conférence des députés communistes européens à Bruxelles. Malgré cet engagement, Hueber ne peut signer le manifeste autonomiste du Heimatbund en juin 1926, car il est hospitalisé - c'est Jean-Pierre Mourer qui s'attelle à la tâche -, mais engage le Parti communiste d’Alsace-Lorraine dans une coopération active avec les autonomistes, cléricaux ou non, et fait approuver son action par Moscou en octobre de la même année. En juin, il entre également au Comité central du PC malgré les réticences de la direction nationale à son égard et y siège jusqu’en 1929. Lors des élections cantonales de 1928, il bat le socialiste Jacques Peirotes et entre au Conseil général du Bas-Rhin. Cette même année, il participe énergiquement à la campagne en faveur des autonomistes condamnés lors du Procès du complot autonomiste de Colmar qui se déroule du 1er au 24 mai 1928, où Karl Roos et d'autres autonomistes sont notamment condamnés à de lourdes peines de prison. À la veille des élections municipales de 1929, le congrès communiste régional prend la décision de se retirer en faveur des listes autonomistes mieux placées au second tour. Hueber va même plus loin en constituant des listes communes avec les autonomistes du Unabhängige Landespartei für Elsaß-Lothringen (en) et du Fortschrittspartei (Parti progressiste) dans plusieurs cantons. Ainsi le 22 mai 1929, Charles Hueber est élu maire de Strasbourg grâce à l’appui des autonomistes, Karl Roos ayant refusé le poste. Michel Walter de l'Union populaire républicaine devient son premier adjoint.

### Le lent glissement du communisme d'opposition au nazisme

#### Charles Hueber et ses proches exclus du PC
Condamné de toutes parts par les instances du PC, il réalise son autocritique en juin 1929, mais persiste dans sa démarche autonomiste en soutenant un candidat autonomiste (Paul Schall) contre le candidat communiste orthodoxe Frédéric Guillaume Liebrich lors d’une élection cantonale partielle et ressuscite son journal, Die Neue Welt, avec le soutien financier des cléricaux et notamment des éditions Alsatia de Joseph Rossé et de l'abbé Xavier Haegy. En juillet de la même année, il refuse d’accepter le compromis proposé par la mission du Comité central menée par Jacques Doriot et est exclu du PC en août 1929, malgré le soutien de Marcel Cachin. La très grande majorité des militants communistes strasbourgeois suivent Hueber dans la dissidence, seuls quelques adhérents « lignistes » - c'est-à-dire fidèles au PC « parisien » - refusent de le soutenir.

#### Entrée dans la «dissidence» et création du KP-O d'Alsace-Lorraine
En octobre 1929, Charles Hueber et les communistes dissidents constituent le KP-O (Kommunistische Partei-Opposition - Parti communiste d'opposition) en Alsace-Lorraine sur le modèle de l’opposition communiste de « droite » allemande - Heinrich Brandler et August Thalheimer deviennent ses conseillers - ou à l'image du plus tardif KP-O suisse (de) de l'emblématique Walther Bringolf, refusant de suivre la politique stalinienne de « classe contre classe », et adhèrent à l’IVKO (Internationale Vereinigung der Kommunistischen Opposition - Union internationale de l’opposition communiste). Au niveau municipal, Hueber poursuit la politique menée par son prédécesseur Jacques Peirotes, notamment en menant à bien le projet de la Grande-Percée de la rue des Francs-Bourgeois au quai Saint-Thomas. La municipalité de Hueber donne également une plus grande place aux spectacles en allemand au Théâtre municipal. Sans grande surprise, les relations du maire avec le préfet du Bas-Rhin Pierre-René Roland-Marcel sont houleuses, en particulier lorsque Hueber est accusé d'avoir supprimé le feu d'artifice et l'illumination de la cathédrale pour le 14 juillet 1930 et d'avoir passé la journée en Allemagne.

#### Quelle ligne politique pour Hueber et ses compagnons de route?
C’est également lors de cette période que le positionnement politique de Hueber devient de plus en plus ambigu. En effet, Hueber et le KP-O d’Alsace-Lorraine tissent des liens toujours plus marqués avec les mouvements autonomistes, notamment les cléricaux, parfois nettement germanophiles et qui deviennent progressivement pronazis (notamment le Landespartei de Karl Roos) et Hueber lui-même confirme son soutien indéfectible à son camarade Mourer qui supporte les gouvernements de centre-gauche, tout en continuant à glorifier le régime de l'URSS. De même, ils collaborent avec les cléricaux de l'UPR, tout en approuvant la circulaire Guy La Chambre qui simplifie la dispense de l'enseignement religieux et alors que Die Neue Welt vante l'athéisme et pousse les ouvriers à s'extraire de l'Église. Enfin, par le biais de son journal, Hueber dénonce avec vigueur le nazisme et l'arrivée au pouvoir d'Adolf Hitler en Allemagne, alors que son parti travaille très étroitement avec les autonomistes alsaciens-lorrains pronazis.

#### Délitement du KP-O d'Alsace-Lorraine et création de l'EABP
À cette époque, beaucoup de communistes fuient l'Allemagne nationale-socialiste et se retrouvent à Strasbourg, devenue plaque tournante de l'accueil des réfugiés du nazisme. Des militants du KPD-O allemand, comme Hans Mayer, travaillent pendant quelque temps à la rédaction du journal Die Neue Welt. En août 1934, à la suite de fortes dissensions concernant la politique du KP-O d’Alsace-Lorraine, ce qu'il reste du parti éclate progressivement, voyant le départ de nombreux cadres et militants, certains sont même exclus comme la fraction antifasciste menée par Alfred Quiri, et le KP-O d’Alsace-Lorraine est même exclu de l’IVKO pour son rapprochement avec les autonomistes. Malgré ses déboires, Charles Hueber est réélu en octobre 1934 au Conseil général du Bas-Rhin grâce au soutien des autonomistes et de la droite. Le revers le plus important subi par Hueber reste sa défaite en mai 1935 face à Charles Frey pour le contrôle de la municipalité strasbourgeoise, puisque l'UPR refuse désormais de s'allier avec lui, mais Hueber reste néanmoins conseiller municipal. Dans le même temps en septembre 1935, le KP-O d’Alsace-Lorraine continue son revirement politique, puisque celui-ci est rebaptisé en Elsässische Arbeiter- und Bauernpartei (EABP - Parti alsacien ouvrier et paysan) et abandonne sa référence au communisme et plus progressivement son idéologie marxiste. En revanche, en mai de l’année suivante, c’est grâce au désistement du candidat du PC - puisque l'EABP accepte de soutenir le Front populaire - que Hueber redevient député, et s’inscrit au groupe Indépendants d’action populaire mené par Michel Walter. En tant que député, il vote la majorité des projets du Front populaire, sauf la nationalisation des industries de guerre, et il se joint aux députés cléricaux pour protester contre les décrets allongeant la scolarité obligatoire dans les trois départements alsaciens-mosellans.

#### La dérive pronazie
Dès lors, Hueber accentue sa dérive pronazie après 1936-1937 en justifiant notamment la politique extérieure de l’Allemagne hitlérienne et en tenant des propos xénophobes, antisémites et antidémocratiques. Il fait partie des cinq députés qui refusent la confiance au Gouvernement Daladier en avril 1938. Le 1er avril 1939, le pas est franchi pour Hueber et son parti, puisque son organe, la Neue Welt, déjà exsangue financièrement et ne survivant que grâce aux subsides fournis par les nazis, fusionne avec celui des autonomistes, l’Elsass-Lothringische Zeitung ; enfin, en juillet, l'EABP fusionne avec le Landespartei. Les deux partis sont dissous par décret en octobre 1939, mais Hueber échappe à l’arrestation des chefs autonomistes, car, gravement malade, il est hospitalisé à Colmar. De même, en congé de parlement depuis novembre 1939 et absent à ce moment-là, il ne vote pas les pleins pouvoirs à Philippe Pétain le 10 juillet 1940.

### La collaboration ouverte avec l'occupant jusqu'à sa mort
Après l’arrivée des nazis, Hueber alors hospitalisé à Colmar, se porte volontaire auprès du Gauleiter Robert Wagner et de Robert Ernst afin de mettre ses services à disposition des nazis dans la seconde moitié du mois de juin 1940. Selon Robert Ernst, Hueber aurait apporté son soutien au Manifeste des Trois-Épis en juillet de la même année.
En sa qualité d'orateur de l'Elsässischer Hilfsdienst (de), il prêche le ralliement au nazisme à Strasbourg, dans les villages alsaciens et intervient également dans le Bade voisin d'octobre 1940 jusqu'en février 1941. Il entre d'office au NSDAP (Nationalsozialistische Deutsche Arbeiterpartei - Parti national-socialiste des travailleurs allemands) en octobre 1941 en tant que Volkstumskämpfer (« combattant pour la germanité »). Alors qu'il espérait devenir maire de Strasbourg, les Allemands se contentent de lui donner « une sinécure qui rapportait des sous ». Après 1941, il occupe plusieurs fonctions subalternes dans l'appareil nazi : il est notamment nommé gérant du Volkswohnungsbauanhalt der Stadt Straßburg (Office municipal du logement populaire de Strasbourg), Ortsobmann (chef délégué de la commune) du Deutsche Arbeitsfront (Front allemand du travail), citoyen d’honneur de la toute nouvelle Reichsuniversität Straßburg ; enfin en février 1942 il est nommé Ratsherr (conseiller municipal) de la ville de Strasbourg par l'Oberstadtkommissar Robert Ernst.
Charles Hueber meurt le 18 août 1943. Il bénéficie de funérailles grandioses le 21 août 1943 dans la cour d'honneur de la mairie de Strasbourg en présence du Gauleiter Robert Wagner, de son ami de longue date le Kreisleiter de Mulhouse Jean-Pierre Mourer - il s'est renommé Hans-Peter Murer après l'annexion nazie -, du Kreisleiter de Strasbourg et journaliste Paul Schall, du Bürgermeister Dr Hausmann représentant de l'administration de la ville de Strasbourg, du recteur de la Reichsuniversität Straßburg Karl Schmidt (de) et de l'Oberstleutnant Kaiser représentant le commandement de la Wehrmacht à Strasbourg. Après les dépôts de gerbes et les discours des hauts dignitaires, le cortège funèbre se dirige vers le Cimetière ouest de Strasbourg où Charles Hueber sera inhumé le jour même. Le Kreisleiter de Haguenau René Hauss dépose avant l'enterrement une gerbe au nom des Nanziger. L'érection d'un monument en l'honneur de l'Altbürgermeister (ancien maire) Hueber était prévue par les autorités nazies, mais n'a jamais pu se concrétiser avant la Libération de Strasbourg en novembre 1944.